# Ptilinop de les Samoa
El ptilinop de les Samoa (Ptilinopus porphyraceus fasciatus) és una espècie d'ocell de la família dels colúmbids (Columbidae) que habita els boscos de les Samoa.